# J.P. Sundbo
Jens Peter Carl Petersen Sundbo (11. juni 1860 i Udlejre – 19. marts 1928 i København) var en dansk højskolemand, redaktør og socialdemokratisk politiker. Han var far til Arne Sundbo.

## Højskolemanden
Som ung blev han Henrik Pontoppidans efterfølger som lærer på Jørlunde Højskole. I 1890'erne var han bestyrer af et børnehjem, der havde til huse i Vesterdal Højskoles bygninger i Udby Sogn ved Middelfart. I 1910 tog han initiativ til at oprettes landets første arbejderhøjskole. Skolen eksisterer stadig, nu under navnet Esbjerg Højskole.

## Redaktøren
I 1898 blev han redaktør af avisen Vestjyllands Socialdemokrat i Esbjerg. Denne avis fik adskillige aflæggere i det sydlige og vestlige Jylland. 

## Politikeren
Sundbo var medlem af Esbjerg byråd i en del år. 
I 1898 blev han den første socialdemokrat nogensinde, der opstillede ved et folketingsvalg i Skivekredsen. Sundbo repræsenterede Ribe Amtskreds’s socialdemokrater i Folketinget 1918-1928. I 1929 overtog Julius Bomholt mandatet. Bomholt var forstander for Arbejderhøjskolen i Esbjerg fra 1924 til 1929.
Han er begravet på den gamle kirkegård ved Vor Frelsers Kirke i Esbjerg.  